# ديفيد برايس (لاعب كرة قدم)
ديفيد برايس (بالإنجليزية: David Price)‏ (23 يونيو 1955 في المملكة المتحدة - ) هو لاعب كرة قدم بريطاني في مركز الوسط. لعب مع كريستال بالاس ونادي أرسنال ونادي بيتربورو يونايتد ونادي ليتون أورينت ونادي ويلدستون لكرة القدم.

## وصلات خارجية
- ديفيد برايس على موقع قاعدة بيانات كرة القدم.إي يو (الإنجليزية)